# Antonella Consorti
Antonella Consorti (Roma, 1962) è una conduttrice televisiva italiana.
È stata attiva in RAI particolarmente negli anni ottanta.
Ha presentato, fra le altre cose, dalla prima edizione L'orecchiocchio (1982-1986) e la prima serie televisiva a quiz Giallo sera, con Renzo Palmer (1983-1984). Nel 1985 ha affiancato Claudio Lippi, in qualità di valletta, nella trasmissione di prima serata del sabato sera Il buon paese, in onda su Canale 5 e in seguito su Rete 4.